# 别墅

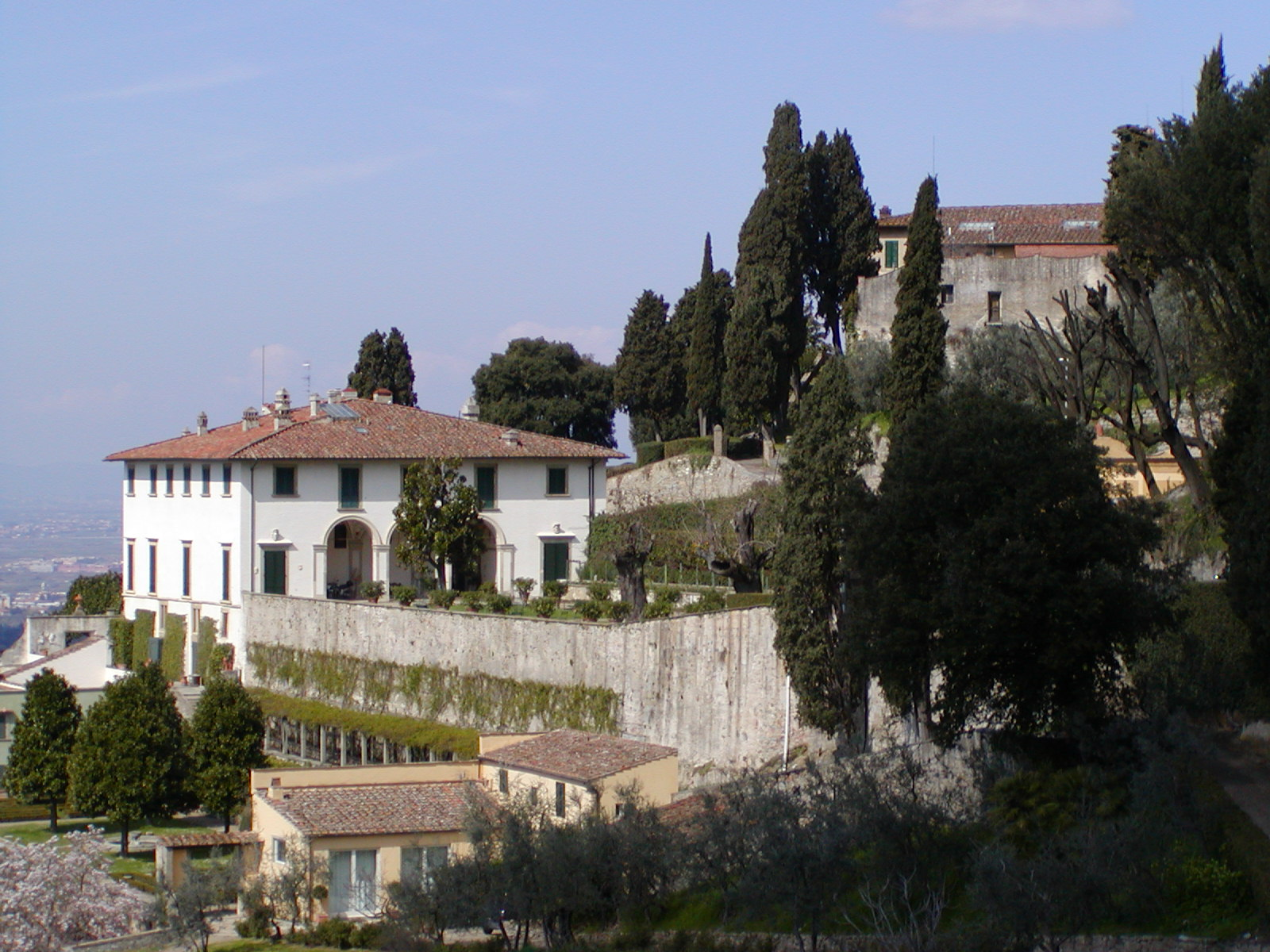
菲耶索莱美第奇别墅

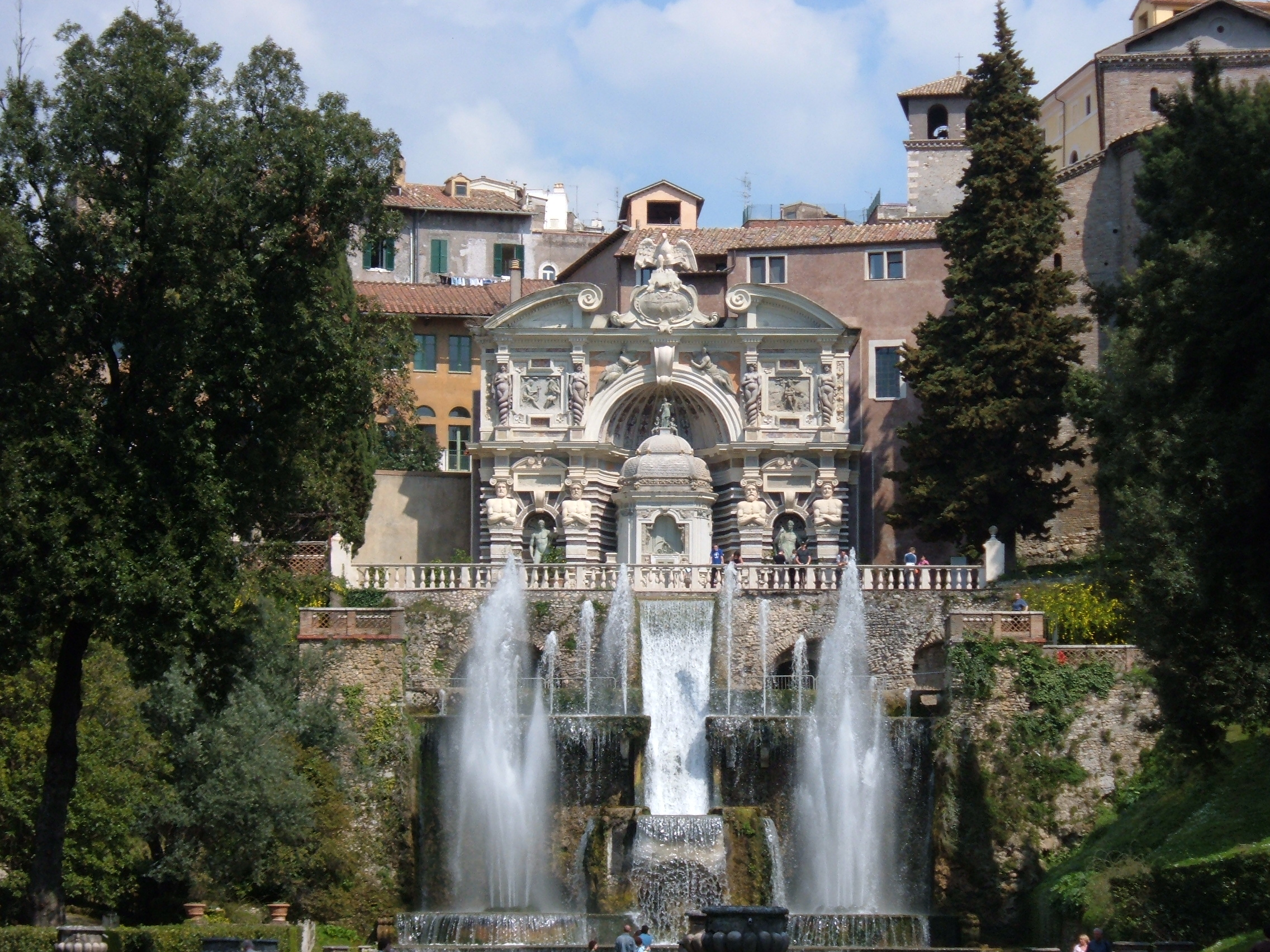
埃斯特别墅

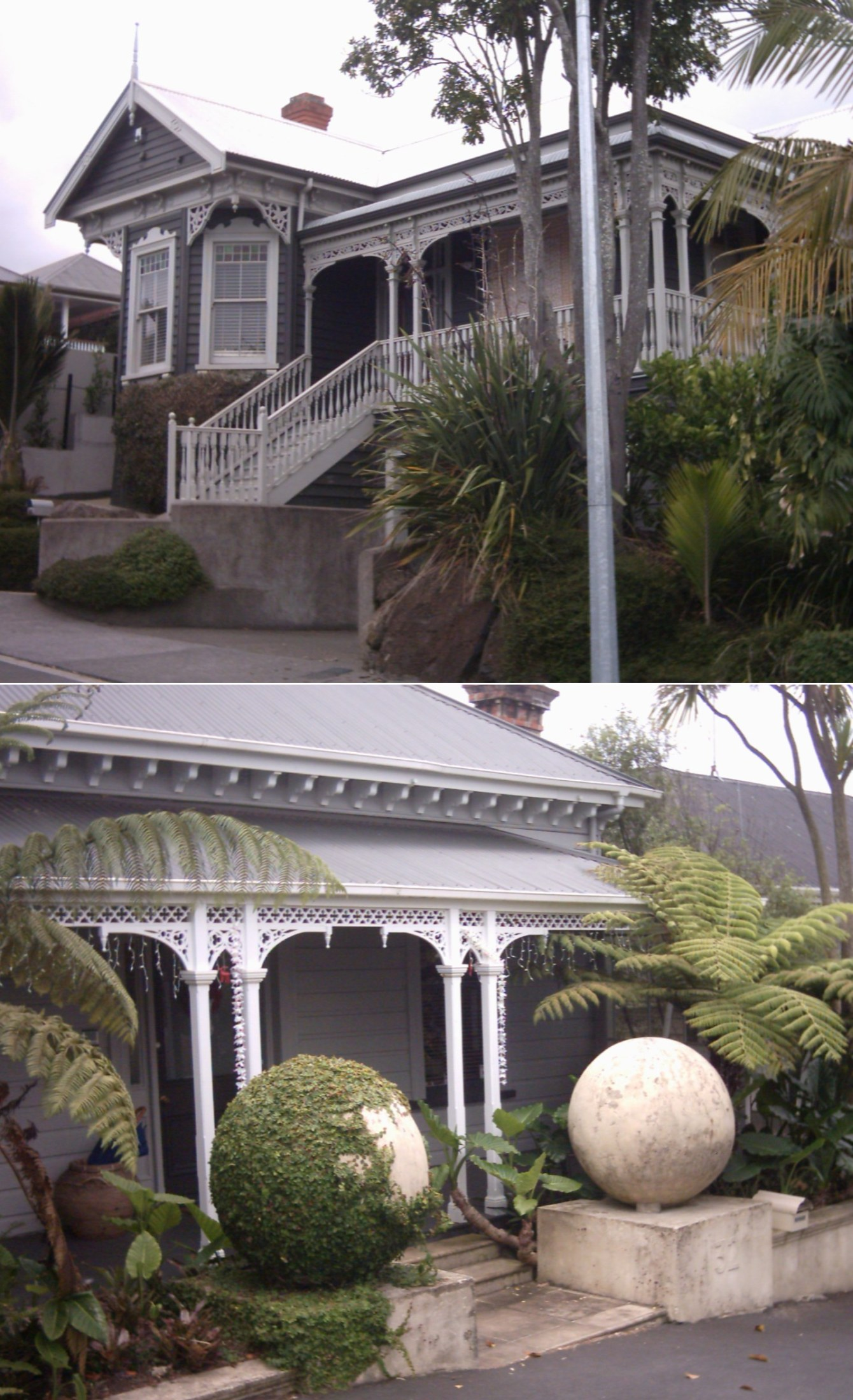
新西兰的一栋維多利亞式住宅

别墅（拉丁語：Villa），是住宅的一种。别墅通常是一栋獨立建筑或多栋建筑组成。别墅一般位于城市的郊区或是乡野，周围有附属的花园或园林，占地面积较大，其设计注重休闲生活。 别墅常常以豪華作賣弄，稱為「豪宅」。
汉语词“别墅”意思是“分别的房屋”，在古代指已拥有（通常位于城市内的）主要住宅者，在其他地方（通常是郊外）拥有的第二住宅，也称“别业”。一般来说，由于别墅不是主要的住宅，因此不同于中国古代城市中多见的连排式住宅，别墅的土地一般比较宽广，房屋结构独立于毗邻的其他房屋，附属的土地可能包括庭院、园林、田地、池塘溪流等，布置的风格也注重休闲。欧洲古代的别墅也相类似，古罗马人的别墅（“villa”）一般是拥有多处房产的家庭在郊外的住宅，有庭院以及花园等设施，和城市中心的多层公寓和狭小的连排住房不同，一般是拥有相当财富或权力的精英阶层所有。按照公元一世纪老普林尼的归纳，古罗马的别墅可分为两种：
- 城郊别墅（villa urbana），是在罗马或其他城市附近的乡郊别墅，可以用于一、两夜的短暂居住；
- 乡野别墅（villa rustica），位于在乡村的庄园，有佣人长期看守农作，庄园的中心是别墅，主人家可能只在此季节性的居住。

此外，佩特羅尼烏斯还提到一种海边别墅（villa marittima）。与别墅相对的是位于城内的住房，包括精英阶层居住的独栋或联排住宅（domus），以及平民居住的多层公寓楼（insulae）。
在近代的欧洲国家，拥有多栋房屋的家庭通常在城市内拥有比较狭小的住宅，通常为公寓或排屋，在城内工作或办公时居住（其中独栋或连排式的房屋英语称为“镇屋”，“英語：”），同时在郊外或乡村拥有比较宽敞的独栋别墅（“英語：”）在其他时候居住。
在近现代歐洲，豪華别墅大宅，有些極宏偉的建築於私人島嶼或山峰頂上，如古堡，由别墅入口到大宅的正門，可能要乘車，行車需時10數分鐘，途經私人果園、糧倉、農舍、森林等。在苏联时代的俄罗斯和一些东欧国家，政府兴建了许多国有的乡郊别墅（俄語：да́ча，達恰）分配给干部使用，至今在这些国家许多家庭仍在城市内住宅以外在乡郊拥有别墅。
当代汉语中有时用“别墅”代指所有的独栋式住宅，不论是否位于城区以及是否适合作为主要住宅使用，这种用法等同于英语中的“house”、法语的“maison”（房屋）等。

## 相關
- 夏宮
- 園林
  - 園藝
  - 風水樹
- 山莊
- 莊園
- 城堡
- 宅第
- 行館
- 度假房產
- 避暑房產（英语：Summer house）
- 空中別墅
- 虎豹別墅
- 沙遜別墅
- 時鐘酒店，香港人也稱之為「别墅」。
- 馬勒別墅
- 英格蘭鄉村別墅
- 達恰 - 俄羅斯式的鄉間小屋。
- 戶外地（英语：Buitenplaats） - 荷蘭的鄉間別墅。
- 法式宅第 - 法國貴族的私人別墅
- 英國聯排別墅（英语：Townhouse (Great Britain)）
- 联排别墅，即排屋